# A Minha Vida Dava Um Filme
A Minha Vida Dava Um Filme foi o primeiro talk-show português baseado em histórias de vida. Produzido pela RTP em 1995, foi apresentado por Isabel Wolmar e contava com o auxílio da psicóloga Teresa Paula Marques, da advogada Isabel Elias e do médico Carlos Pereira Dias, substituído depois por Alexandre Gomes. Cada programa durava cerca de 25 minutos e era dividido em duas histórias, contadas pelos seus protagonistas.